# Józef Birencwajg
Józef Birencwajg, także Józef Birenzweig (ur. ok. 1876, zm. 2 maja 1904 w Warszawie) – działacz SDKPiL i Bundu pochodzenia żydowskiego.

## Życiorys
Józef Birencwajg był uczniem Szkoły Handlowej w Zgierzu. Początkowo działał na terenie Łodzi i Zgierza w ramach Bundu. Po raz pierwszy został aresztowany w 1901, w okresie gdy uczęszczał do 5 klasy Szkoły Handlowej, po znalezieniu u niego rewolucyjnych publikacji z kraju i zagranicy. W więzieniu wówczas spędził 8 miesięcy, zostając uwolnionym ze względu na stan zdrowia. Wypuszczony na wolność zaangażował się w działalność w SDKPiL. W 1903 został skazany na 3 lata zesłania na Wschodnią Syberię, co było motywowane tym, iż zbuntował znaczną liczbę uczniów szkoły, do której uczęszczał. Policja znalazła wówczas u niego nowe materiały wskazujące na działalność rewolucyjną i po wznowieniu śledztwa osadzono go w X Pawilonie Cytadeli Warszawskiej, gdzie po 14-miesięcznym pobycie zachorował na gruźlicę i został przeniesiony na 3 dni przed śmiercią do Szpitala Klinicznego Dzieciątka Jezus, gdzie pilnowany przez żandarmów – zmarł.
Jego śmierć stała się pretekstem do manifestacji politycznej. Podczas pogrzebu 4 maja 1904 w Warszawie doszło do zamieszek, które rozpoczęły się po tym jak Henryk Ehrlich próbował położyć bukiet czerwonych kwiatów na karawanie, przed czym powstrzymał go kapitan Razstiegajew. Następnie doszło do śpiewu pieśni rewolucyjnych wznoszonych przez zebrany tłum, a także wezwania Jan Byka wezwał tłum do ataku na komisarza. Kondukt pogrzebowy został otoczony przez kordony policji przy ul. Żelaznej 37 w Warszawie, odprowadzając zebranych do cmentarza żydowskiego na Woli, gdzie pochowano zmarłego. W efekcie zamieszek aresztowano 56 osób, w tym studentów, felczerki i szwaczki.
Nagrobek Birencwajga znajduje się w sektorze 46, rzędzie 7 pod numerem 19.